# Ankara Demirspor
El Ankara Demirspor es un equipo de fútbol de Turquía que juega en la TFF Segunda División, la tercera categoría de fútbol en el país.

## Historia
Fue fundado el 16 de marzo de 1930 en el poblado de Demirspor de la capital Ankara por empleados de la empresa Ferrocarriles Estatales de Turquía, uno de los 38 equipos deportivos fundados por la empresa ferroviaria, y único equipo deportivo que actualmente sigue afiliado a ella. Es un equipo similar a la estructura de los clubes llamados Lokomotiv en el este de Europa.
Fue uno de los equipos fundadores de la Superliga de Turquía en 1959, jugando las primeras trece temporadas de la liga hasta que descendió en la temporada 1970/71.

## Palmarés
- Amatör Futbol Şampiyonası (1): 1947
- Ankara Football League (5): 1938–39, 1942–43, 1946–47, 1947–48, 1958–59

## Jugadores

#### Plantilla: 2024–2025
- Actualizado al 17 de octubre de 2024